# Kathleen O'Connor
Kathleen O'Connor, a veces acreditada como Kathleen Conners, (Dayton, 7 de julio de 1894 - 24 de junio de 1957) fue una actriz estadounidense que trabajó en Hollywood durante la era de cine mudo.

## Biografía
O'Connor nació en Dayton, Ohio, siendo hija de John O'Connor (un oficial de polícia) y Elizabeth Kinney. Sus padres eran inmigrantes irlandeses. O'Connor se graduó de su escuela secundaria y empezó a trabajar como operadora en Toledo.
Después de haber hecho una gira en una sociedad anónima local, O'Connor convenció a sus padres de que la dejaran mudarse a Hollywood para buscar popularidad en la industria cinematográfica. Al principio, empezó a trabajar como extra en las películas cómicas de Mack Sennett, pero tras ser descubierta por Tom Mix, fue seleccionada para trabajar con el actor. Se hizo conocida tras aparecer en varias películas de género wéstern en la década de 1920.
O'Connor se casó con el director Lynn Reynolds en 1921. Reynolds se suicidó en frente de Kathleen y sus invitados durante una cena en 1927. Varios testigos informaron que Reynolds había golpeado a Kathleen antes de agarrar el arma.
O'Connor se retiró de la industria cinematográfica después de la muerte de Lynn Reynolds. Más tarde se casó con Clark Reynolds. O'Connor murió el 24 de junio de 1957 a los 62 años después de una larga enfermedad.

## Filmografía
- Dark Stairways (1924)
- Wild Bill Hickok (1923)
- The Old Homestead (1922)
- The Married Flapper (1922)
- The Trouper (1922)
- Life's Darn Funny (1921)
- Sunset Jones (1921)
- Prairie Trails (1920)
- The Path She Chose (1920)
- Bullet Proof (1920)
- The Lion Man (1919)
- A Gun Fightin' Gentleman (1919)
- The Midnight Man (1919)
- Hell-Roarin' Reform (1919)
- Fame and Fortune (1918)
- Mr. Logan, U.S.A. (1918)
- Missing (1918)
- Ace High (1918)